# Formalismo (arte)
En la teoría del arte, el formalismo presume, según la tesis de Konrad Fiedler, que «el contenido propio de la obra de arte consiste en la forma». La teoría formalista implica que los valores estéticos pueden sostenerse por su cuenta y que el juicio del arte puede ser aislado de otras consideraciones tales como las éticas y sociales. Se le da preponderancia a las cualidades puramente formales de la obra; es decir, aquellos elementos visuales que le dan figura: la forma, la composición, los colores o la estructura.
En la estética contemporánea vemos sus antecedentes en la filosofía kantiana, en la Crítica del Juicio. En la actualidad es Clement Greenberg quien la defiende. Y tenemos como ejemplo a Jackson Pollock y su Expresionismo abstracto.